# Raimond van der Gouw
Raimond van der Gouw (Oldenzaal, 24 marzo 1963) è un allenatore di calcio ed ex calciatore olandese, di ruolo portiere.

## Carriera

### Giocatore

#### Olanda
Van der Gouw debutta nel calcio professionistico con il Go Ahead Eagles. Dopo essere cresciuto nel settore giovanile del club fa il suo debutto in prima squadra il 14 settembre 1985 nella partita vinta 2-1 contro l'FC Den Bosch. Quell'anno il club termina l'Eredivisie al decimo posto, invece l'anno successivo il Go Ahead Eagles retrocede in Eerste Divisie, senza ritornare subito in Eredivisie. Dopo 97 presenze con il Go Ahead Eagles van der Gouw passa al Vitesse Arnhem.
Nella sua prima stagione con il nuovo club il Vitesse vince la Eerste Divisie tornando nella massima serie dopo nove anni. La stagione successiva il Vitesse termina al quarto posto il campionato qualificandosi per la Coppa UEFA per la prima volta nella sua storia e raggiunge la finale di KNVB beker.
In Coppa UEFA il Vitesse raggiunge i quarti di finale e van der Gouw mantiene la rete inviolata per quattro partite consecutive prima di perdere contro lo Sporting Lisbona. Nelle stagioni successive il Vitesse finisce costantemente tra i primi sei in campionato, con risultati meno positivi in Europa.

#### Inghilterra
Dopo aver giocato più di 350 partite in Olanda viene acquistato dal Manchester United per £500.000 in sostituzione di Tony Coton, appena trasferitosi al Sunderland.
Con il Manchester si rivela utile sia da portiere di riserva sia da allenatore dei portieri delle giovanili. Fa il suo debutto a Manchester nel settembre del 1996 contro l'Aston Villa, mantenendo la rete inviolata. Nel 1997 risulta decisivo nella semifinale di Champions League contro il Borussia Dortmund quando Peter Schmeichel si infortuna nel prepartita e van der Gouw contiene il passivo in un solo gol di scarto. Anche nel 1998 ha un ruolo cruciale in Champions nella gara di ritorno dei quarti di finale contro il Monaco, nella quale, con un'ottima prestazione, sventa parecchie occasioni degli avversari e si deve arrendere solo ad un tiro dalla distanza di David Trezeguet; tuttavia, il risultato di 1-1 elimina il Manchester per la regola dei gol in trasferta. Nel 1998-99 smette di allenare i portieri in seguito al ritorno di Coton.
Nel 1999-2000 per la prima volta da quando è allo United gioca abbastanza da poter rivendicare la medaglia per la vittoria della Premier League. In totale gioca 22 partite e per un certo periodo è la prima scelta davanti all'incerto Mark Bosnich. Gioca anche la Supercoppa Europea e fa una grande partita nella fase a gironi di Champions League contro lo Sturm Graz, dove para un rigore a Ivica Vastić. Fa anche un'apparizione nel mondiale per club contro il South Melbourne.
Nel 2000-01 ritorna ad essere il secondo portiere a causa dell'arrivo di Fabien Barthez e il 31 ottobre 2000, nella partita contro il Watford, viene espulso per la prima volta della sua carriera.
Nell'estate del 2001, nonostante solo 26 partite in cinque anni e l'arrivo di Roy Carroll, prolunga di un anno il suo contratto. Gioca la sua ultima partita l'11 maggio 2002 diventando, coi suoi 39 anni e due mesi, il giocatore dello United più anziano dopo la fine della seconda guerra mondiale. Tuttavia in questa stagione gioca solo due partite e così nel giugno 2002 passa gratuitamente al West Ham dopo 61 partite in sei anni con il Manchester United .
Dopo aver rifiutato il passaggio al Coventry City, van der Gouw firma un contratto annuale con opzione sul secondo con il West Ham. Tuttavia la sua stagione è deludente e lascia il club dopo la retrocessione.

#### Gli ultimi anni
Dopo aver lasciato il West Ham van der Gouw torna in Olanda all'RKC Waalwijk dove tuttavia gioca solo una partita in campionato. Successivamente passa all'AGOVV Apeldoorn guidandolo fino ai play-off promozione. Con il club gioca cento partite e segna anche un gol su rigore nella sua ultima partita. Si ritira all'età di 44 anni.

### Allenatore
Nel giugno 2007, van der Gouw torna in Inghilterra per fare l'allenatore dei portieri del Sunderland dove ritrova il suo ex compagno Roy Keane. Viene affiancato da Tim Carter, che poi in seguito alla sua nomina torna ad allenare le giovanili.
Dopo che Ricky Sbragia si dimette alla fine della stagione 2008-09, venendo sostituito da Steve Bruce, van der Gouw lascia il Sunderland per tornare al Vitesse come allenatore dei portieri.

## Palmarès

### Club

#### Competizioni nazionali
- Campionato inglese: 4

Manchester United: 1996-1997, 1998-1999, 1999-2000, 2000-2001
- Coppa d'Inghilterra: 1

Manchester United: 1998-1999
- Charity Shield: 2

Manchester United: 1996, 1997

#### Competizioni internazionali
- UEFA Champions League: 1

Manchester United: 1998-1999
- Coppa Intercontinentale: 1

Manchester United: 1999